# 김미화 (교육인)
김미화(金美華(Kim, Mi-Hwa), 1947년 8월 7일~)는 대한민국의 서양 고전 클래식 음악 교육인인데, 그녀는 2012년 8월까지 강남대학교 예체능대학 음악학과 교수로 일하고 있었으며, 2012년 8월 이후부터 동교 명예교수 직으로 있다.